# Lao Yi
Dans ce nom, le nom de famille, Lao, précède le nom personnel.
Lao Yi, où Lao est le nom de famille, né le 10 octobre 1985, est un athlète chinois, spécialiste du sprint et du relais.

## Carrière
Il réalise 10 s 21 à Chongqing le 26 juin 2010 et représente l'Asie-Pacifique à la Coupe continentale d'athlétisme 2010.
Il détient le record national du relais 4 × 100 m en 38 s 78, médaille d'or à Canton (Chine), le 26 novembre 2010 (Lu Bin, Liang Jiahong, Su Bingtian, Lao Yi).

## Palmarès

### Jeux Asiatiques
- 2010 à Canton,  Chine
  -  Médaille d'or sur 100 m en 10 s 24